# Confidències
Confidències (títol original en italià: Gruppo di famiglia in un interno) és un pel·lícula italiana de Luchino Visconti, estrenada el 1974. Ha estat doblada al català.

## Argument
Un professor jubilat porta una existència reclusa en la seva sumptuosa casa, on regna una col·lecció de quadres del segle xviii. La seva tranquil·litat serà aviat pertorbada per la instal·lació de sorollosos arrendataris al pis a sobre: una mare, el seu jove amant, la seva filla i el promès d'aquesta.

## Repartiment
- Burt Lancaster: el professor
- Helmut Berger: Konrad Huebel
- Silvana Mangano: marquesa Bianca Brumonti
- Claudia Marsani: Lietta Brumonti
- Stefano Patrizi: Stefano, l'amic de Lietta
- Elvira Cortese: Erminia, la minyona del professor
- Romolo Valli: Michelli, l'advocat del professor
- Jean-Pierre Zola: Blanchard, un antiquari
- Guy Tréjean: l'associat de Blanchard
- Enzo Fiermonte: l'oficial de policia
- Claudia Cardinale: l'esposa del professor (no surt als crèdits)
- Dominique Sanda: la mare del professor (no surt als crèdits)

## Al voltant de la pel·lícula
Considerada com l'obra testamentària d'un realitzador força tocat per la malaltia —Luchino Visconti morirà el març de 1976—, Confidències és un espai tancat alhora obac i refinat en el qual Burt Lancaster assumeix el paper d'un professor envellit, apassionat pels retrats de la família anglesa del segle xviii (els «conversation pieces» d'un William Hogarth, o de Gawen Hamilton i Philip Mercier) i evolucionant en l'ambient enfeltrat d'un pis benestant del centre de Roma. Segons el mateix Visconti, aquest personatge li ha estat inspirat pel professor Mario Praz, col·leccionista de «conversation pieces», que vivia reclòs en un palau romà. Res no sembla poder canviar fins al seu últim alè, fins al dia en què se li enganxa en el seu saló la marquesina Brumonti (interpretada per Silvana Mangano), l'esposa d'un ric industrial (que se suposa feixista), que intenta a qualsevol preu llogar-li el pis superior. Molt reticent, el professor acaba capitulant i deixa que el desordre guanyi sobre la seva vida que semblava consagrada al silenci, a la discreció i als penediments del temps passat. Impotent, veu reconstruir-se al seu voltant una família l'arrogància i la impertinència de la qual el superen.
Una família fora del comú que aprèn progressivament a estimar. Hi ha primer de tot Bianca Brumonti, aquesta aristòcrata abandonada per un espòs del qual ella ignora tots els propòsits polítics. Hi ha també, i sobretot, el seductor Konrad (Helmut Berger), l'amant oportunista que té un passat secret. Finalment, hi ha Lietta, una noia tan fútil com desimbolta, i el seu promès Stefano, un jove fosc capaç del pitjor per a defensar les seves idees i que manté una estranya relació amb Konrad.

## Premis[calcitació]
Recompensada amb nombrosos premis, ha estat sobretot distingida durant la cerimònia dels David di Donatello (l'equivalent italià dels Oscars), en què ha rebut el David a la millor pel·lícula i al millor actor estranger per a Burt Lancaster.